# Marine Aircraft Group 11
11ème Groupe aérien du Corps des Marines
Le Marine Aircraft Group 11 est une unité aérienne du Corps des Marines des États-Unis basée à la Marine Corps Air Station Miramar en Californie qui est actuellement composée de deux escadrons de F-35C Lightning II, d'un escadron F-35B Lightning II, de deux escadrons F/A-18C Hornet, d'un Fleet Replacement Squadron, un escadron de ravitaillement aérien tactique KC-130J, d'un escadron de maintenance et de logistique et d'un escadron de soutien. Ils relèvent du commandement de la 3rd Marine Aircraft Wing et du I Marine Expeditionary Force.

## Mission
Fournir un soutien aérien aux commandants de la Force tactique terrestre et aérienne des Marines (Marine Air-Ground Task Force - MAGTF).

## Unités subordonnées
- VMFAT-101 "Sharpshooters"
- VMFA-232 "Red Devils"
- VMFA-311 "Tomcats"
- VMFA-314 "Black Knights"
- VMFA-323 "Death Rattlers"
- VMFA-242 "Bats"
- VMGR-352 "Raiders"
- MALS-11 "Devilfish"
- MWSS-373

## Historique

### Origine
Bien que mis en service à la Marine Corps Base Quantico, en Virginie, le 1er août 1941, en tant que premier groupe d'avions de l'US Marine Corps, son origine daterait du 1er décembre 1921 en tant que Aircraft Squadron, East Coast Expeditionary Force.